# Samuel Patten
Samuel Patten, född den 23 maj 1963, är en australisk roddare.
Han tog OS-brons i åtta med styrman i samband med de olympiska roddtävlingarna 1984 i Los Angeles.